# Зрив полум'я
В авіації зрив полум'я — це зупинка реактивного або іншого турбінного двигуна внаслідок згасання полум'я в його камері згоряння. Втрата полум'я може бути спричинена різними причинами, як-от нестача палива, надмірна висота над рівнем моря, помпаж, пошкодження сторонніми предметами, зіткнення з птахами, град, вулканічний попіл, сильні опади, механічні пошкодження через втому матеріалу або дуже низька температура навколишнього середовища.

## Керування двигуном
У перших реактивних двигунах зрив полум'я був частим явищем: він відбувався внаслідок турбулентності повітря на вході або раптових чи неналежних рухів важеля керування тягою двигуна, що призводило до неправильного співвідношення повітря й палива в камері згоряння. Наприклад, двигун перших німецьких літаків, як-от Junkers Jumo-004 і Messerschmitt Me.262, були схильні до зриву полум'я. Надто швидке прискорення або неправильне встановлення дроселя де-не-де призводили до збіднення паливної суміші і спричиняли зрив полум'я. Якщо воно відбувалося на малій висоті, це дуже часто призводило до катастрофи літака.
Сучасні двигуни набагато надійніші в цьому відношенні. Більшість із них обладнані системою електронно-цифрового керування, яка дає змогу значно ефективніше контролювати всі параметри двигуна, запобігає створенню умов, коли зрив полум'я стає можливим, а якщо він все ж стався — ініціює його автоматичний перезапуск.
Зрив полум'я найчастіше трапляється під час роботи із середньою або низькою потужністю, наприклад під час польоту з крейсерською швидкістю або на етапі зниження. У більшості випадків робота двигунів після таких подій успішно відновлювалася. Для відновлення після зриву полум'я пілот повинен переконатися, що паливо продовжує подаватися у двигун, а потім просто перезапустити його відповідно до процедури, описаної в довіднику з льотної експлуатації повітряного судна.
Коли стан атмосфери або умови роботи сприяють виникненню зриву полум'я, системи керування двигунами зазвичай забезпечують неперервне запалювання в них. У звичайних умовах запальники використовуються лише під час при запуску двигуна, поки полум'я в камері згоряння не стане самопідтримуваним. Натомість при неперервному запалюванні запальники постійно спрацьовують щосекунди або навіть частіше, і якщо виникає зрив полум'я, робота двигуна негайно відновлюється.

## Перезапуск двигуна
Якщо в реактивному двигуні стався зрив полум'я, зазвичай його можна перезапустити в польоті — за умови, що літак перебуває в межах діапазону експлуатаційних режимів, який визначають як зона перезапуску двигуна (engine relight envelope). Залежно від того, де саме в цій зоні здійснюється спроба перезапуску (тобто залежно від швидкості й висоти польоту літака), процедура може виконуватися просто за рахунок потоку повітря (перезапуск у режимі авторотації) або за допомогою стартера (перезапуск за допомогою стартера), коли компресор досягне достатньої швидкості обертання для успішного запалювання.
Наприклад, максимальна висота польоту пасажирського літака Airbus A320 становить понад 39 000 футів (12 000 м), але його сертифікована зона перезапуску двигуна поширюється лише на висоти до 30 000 футів (9100 м). На такій висоті можна спробувати перезапустити двигун за рахунок потоку повітря, якщо швидкість літака перевищує 260 вузлів (480 км/год або 300 миль/год). Якщо швидкість менше, перезапуск необхідно здійснювати за допомогою стартера.
Перезапуск двигуна жодним способом неможливий, якщо сталося блокування його ротора.

## Примітні випадки зриву полум'я
- У 1982 році рейс 9 British Airways постраждав від зриву полум'я у всіх чотирьох двигунах, пролетівши крізь хмару пірокластичних речовин, викинутих виверженням вулкана Галунггунг. Пілотам вдалося перезапустити три двигуни з чотирьох і здійснити безпечну посадку.
- 21 листопада 2002 року під час програми випробувальних польотів Eurofighter DA6 іспанський прототип розбився після безнадійного «зриву полум'я в обох двигунах» під час польоту[6]. Обидва члени екіпажу не постраждали.
- У 2004 році рейс Pinnacle Airlines 3701 постраждав через зрив полум'я в обох його двигунах після надто повільного польоту на максимальній висоті. Повітряне судно розбилося поблизу Джефферсон-Сіті, Міссурі, пілоти загинули[7].
- У вересні 2007 року під час роздільних випробувань авіабомби GBU-39 літак F-22 Raptor зазнав короткочасного зриву полум'я під час виконання 360-градусного розвороту з від'ємним прискоренням за наявності восьми авіабомб, завантажених у збройові відсіки. Зрив полум'я стався через те, що маневр виконувався з неправильним налаштуванням тримера. Двигуни перезапустилися практично одразу; пілот зберігав керування літаком і без подальших пригод приземлився на авіабазі Едвардс у Каліфорнії[8].